# Arcipelago Madre de Dios
L'arcipelago Madre de Dios è un gruppo di isole del Cile meridionale, a sud dell'arcipelago Wellington, nell'oceano Pacifico. Appartiene alla regione di Magellano e dell'Antartide Cilena, alla provincia di Última Esperanza a al comune Natales.
Per circa 6 000 anni le coste di queste isole erano abitate dal popolo Kaweshkar. All'inizio del XXI secolo, la popolazione si è praticamente estinta, decimata dai colonizzatori.

## Geografia
L'arcipelago Madre de Dios è formato da due isole maggiori: Madre de Dios e Duque de York, da alcune isole di media grandezza e da molti isolotti e scogli. Ha la forma di un grande triangolo i cui lati misurano 26, 44 e 49 miglia. Si trova a sud del canale Trinidad che lo separa dall'isola Wellington e dall'arcipelago Mornington. Sul lato orientale corre il canale Concepción che lo separa dalla terraferma e da alcune isole costiere. Tutte le coste occidentali sono bagnate dall'oceano Pacifico. Le due isole maggiori sono separate dal canale Oeste.

### Le isole
- Isla Madre de Dios, l'isola maggiore.

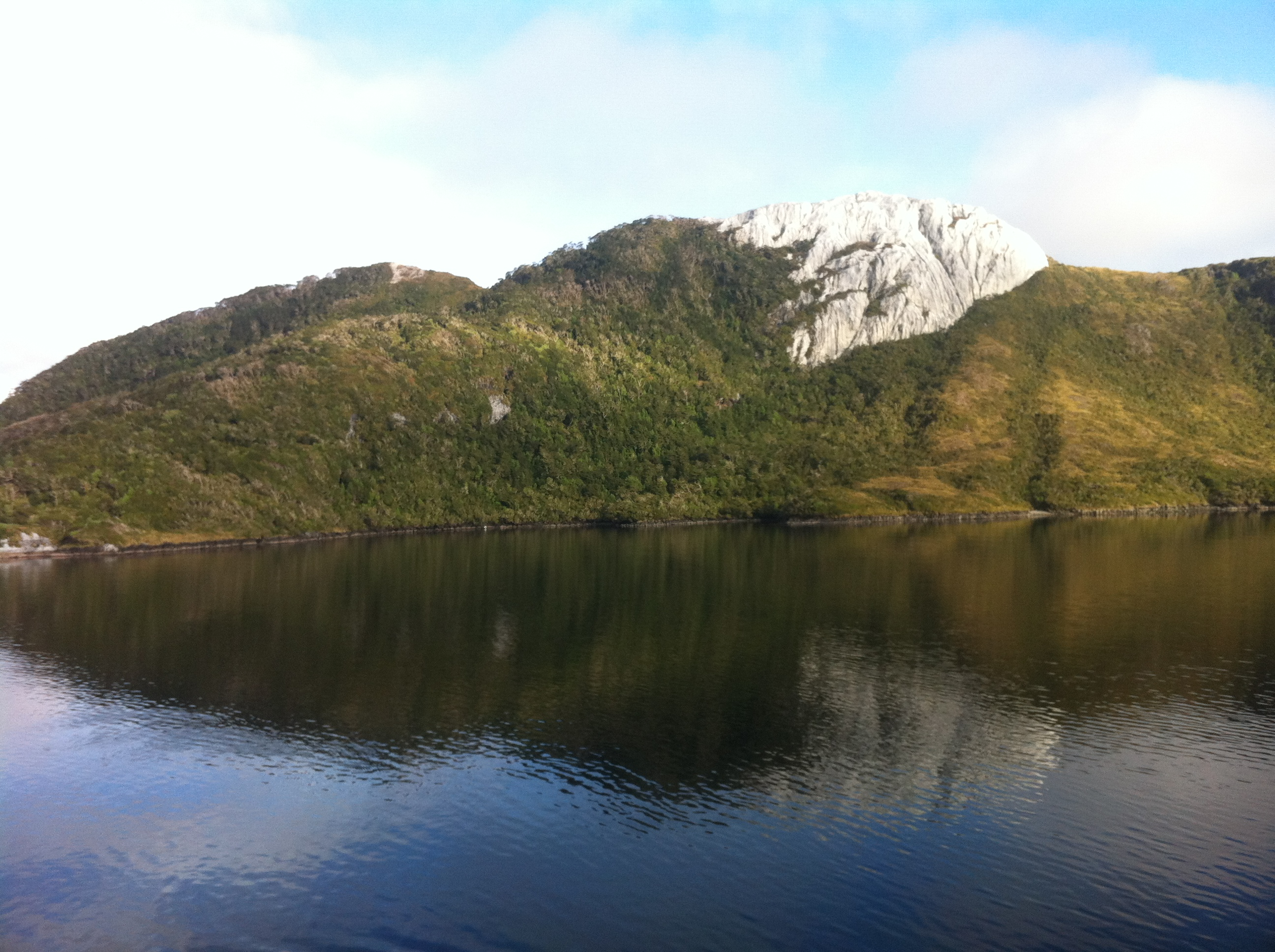
Isla Guarello

- Isla Pilot, adiacente al lato settentrionale dell'isola Madre de Dios, si affaccia a nord sul canale Trinidad 50°02′24″S 75°02′16″W.
- Isla Ramon, situata all'interno di una grande baia che si apre a nord-ovest nell'isola Madre de Dios: il Seno Barros Luco  50°12′59″S 75°13′02″W.
- Isla Drummond Hay, di forma triangolare, si trova sul lato orientale dell'isola Madre de Dios 50°15′41″S 74°52′18″W.
- Isla Anafur, sul lato sud-orientale dell'isola Madre de Dios, a sud-ovest di Drummond Hay 50°19′48″S 74°58′44″W.
- Isla Escribano, si trova a sud di Anafur e a est dell'isola Caracciolo 50°26′40″S 75°02′55″W.
- Isla Caracciolo, si trova incastonata tra le isole Madre de Dios, Anafur e Escribano, e si affaccia a sud sul canale Oeste (50°25′48″S 75°08′21″W). Misura circa 5 miglia di lunghezza per 2 miglia di larghezza massima.
- Isla Guarello, situata nell'angolo sud-ovest dell'isola Madre de Dios (50°23′16″S 75°26′58″W), misura circa 3,2 miglia per 1,8. A ovest un canale la separa dall'isola Tarlton: il Seno Eleuterio. Due piccole isole si trovano a sud: Isla Cerda e Isla Angel.
- Isla Tarlton, accostata ad ovest di Guarello si trova anch'essa nell'angolo sud-ovest dell'isola Madre de Dios (50°24′29″S 75°26′36″W). Misura circa 6 miglia di lunghezza per 1,5.
- Isla Duque de York.

### Flora e fauna
Sulle pendici e tra le colline cresce una fitta foresta che si stabilisce negli interstizi delle rocce. Normalmente gli alberi non si sviluppano oltre 50 metri sopra il livello del mare, ma dove l'area è riparata dal vento il livello sale a 200 e 300 metri. Sulla roccia nuda crescono licheni e muschi. Tra gli alberi ci sono il faggio, il tepú e il canelo.
Il regno animale è molto ridotto: sono presenti volpi, roditori, lupi e nutrie. Tra gli uccelli terrestri e acquatici possiamo trovare il martin pescatore, l'ittero australe, il tordo, il cigno, l'anatra, il pinguino, l'oca testagrigia, il gabbiano e l'anatra vaporiera di Magellano. I mari sono popolati da: robalo, pejerrey, blanquillo, granchi reali, granchi reali australi, ricci di mare e mitili.